# Kayaba Industry
Kayaba Industry, connu aussi sous le nom de KYB Corporation est un équipementier automobile japonais dont le siège se situe à Tokyo au Japon. Le groupe est spécialisé dans la fabrication d'amortisseurs, de suspensions pneumatiques, de systèmes de direction assistée , de pompes hydrauliques...
Le siège européen de KYB est situé à Krefeld en Allemagne.

## Histoire
Dans les années 1940, l'entreprise a conçu plusieurs avions, planeurs et autogires pour l'armée impériale japonaise.

## Aéronefs
- Kimura HK-1
- Kayaba Ku-2
- Kayaba Ku-3
- Kayaba Ku-4
- Kayaba Ka-Go
- Kayaba Ka-1
- Kayaba Ka-2
- Kayaba Heliplane